# Expédition de Madagascar

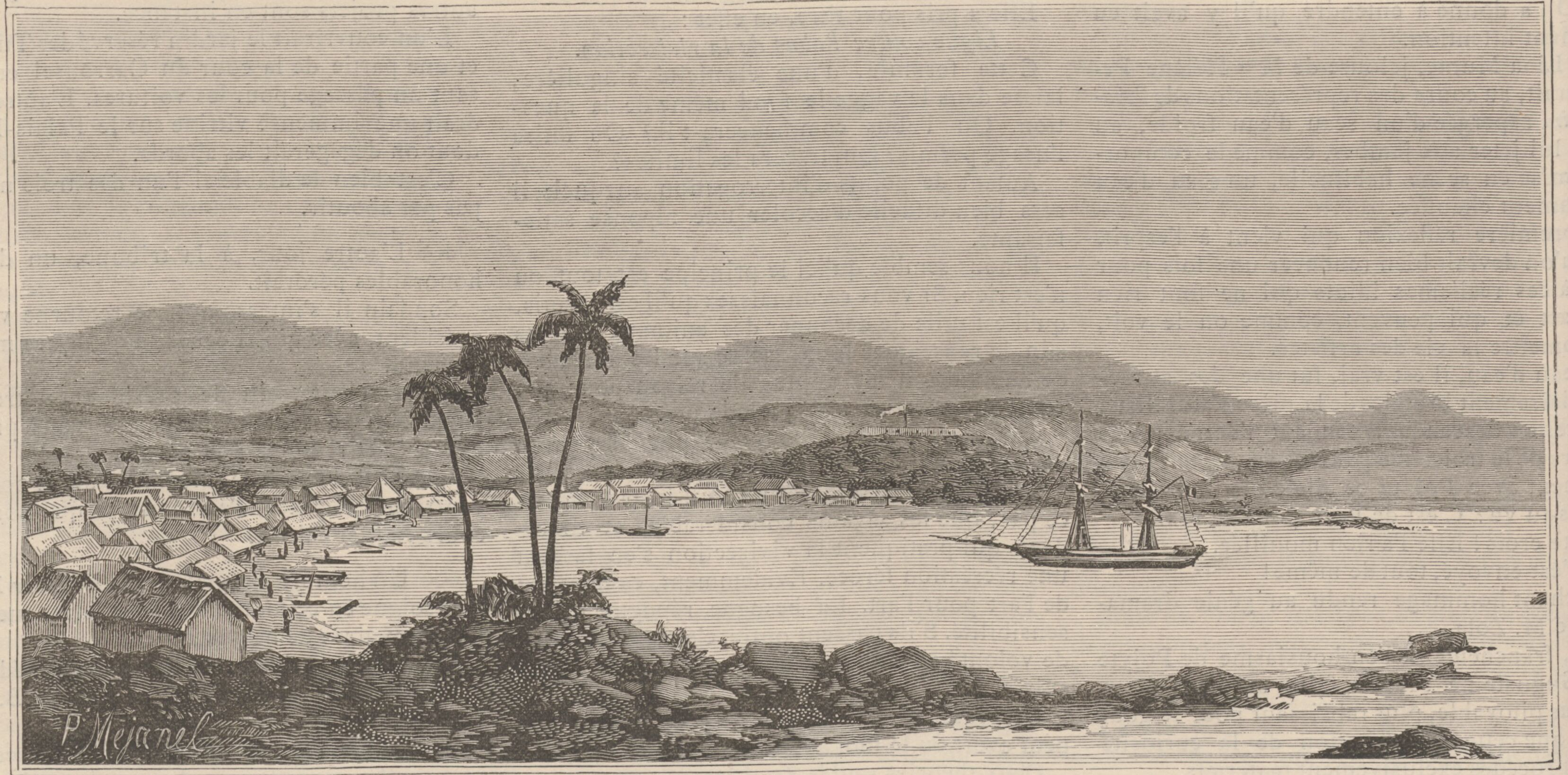
Bombardement de Tamatave le 11 juin 1883, dans Le Monde illustré.

L'expédition de Madagascar est une intervention militaire qui a conduit à la colonisation de Madagascar par la France. Il y eut en fait deux expéditions, la première en 1881-1882 qui aboutit à la signature d'un protectorat peu appliqué et la seconde en 1894-1895 qui conduit in fine à l'annexion de Madagascar en 1896. En 1897 le général Gallieni fait déposer la reine malgache Ranavalona III et abolit la royauté, la France est désormais la seule souveraineté à Madagascar. L'action française de Gallieni, sous le nom de « Pacification de Madagascar », se poursuit pour réprimer les révoltes et l'insurrection.

## La France sur la scène internationale

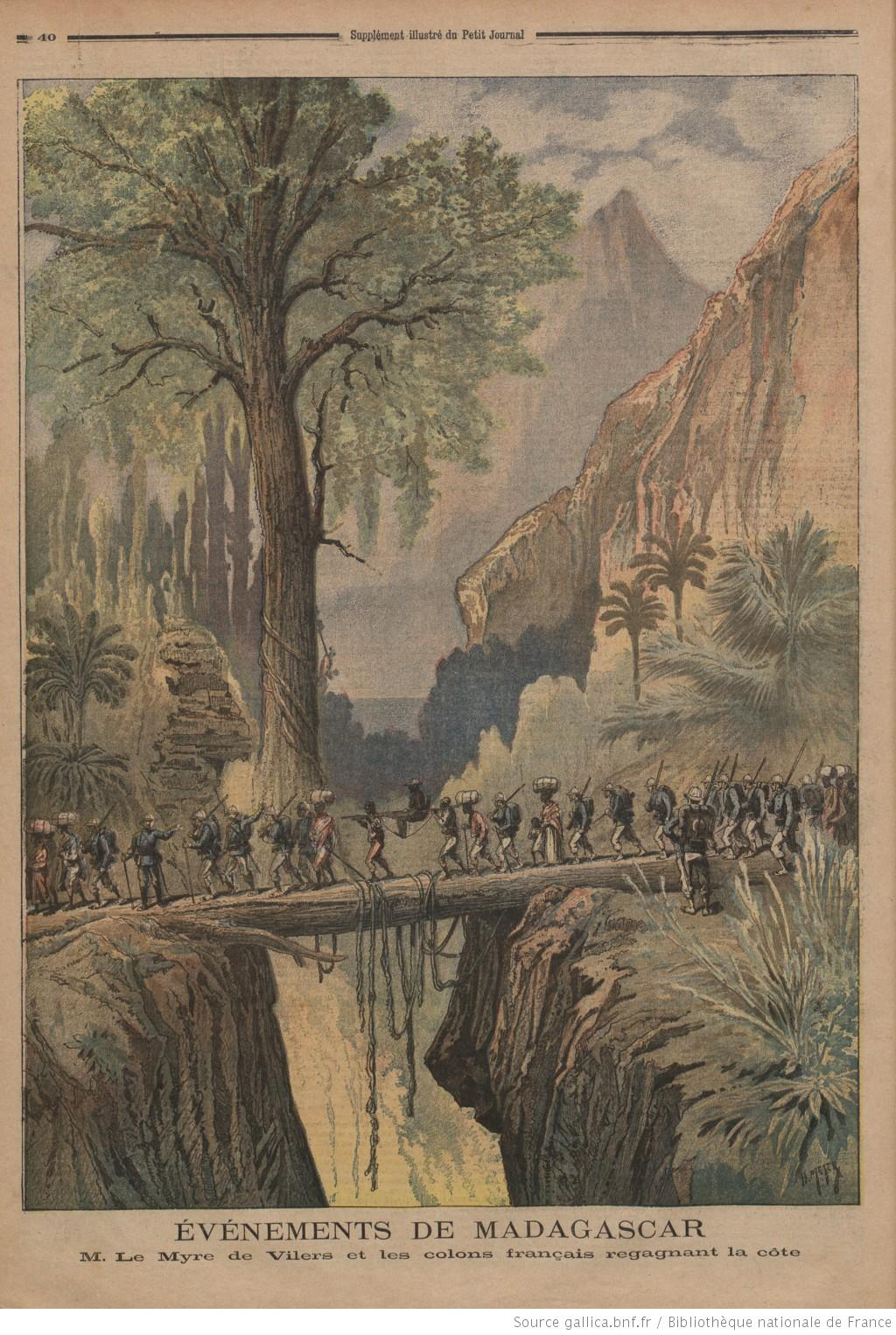
Les « événements de Madagascar » selon Le Petit Journal (1895), qui ne dépeint pas la guerre mais l'exode des colons.

Durant ces années, la France est isolée face à la politique de Bismarck, soucieux de lui barrer toute possibilité de revanche. La politique du chancelier de la nouvelle Allemagne est donc l'une des causes qui poussent la France à rechercher des « aventures » outre-mer, comme au Tonkin et à Madagascar.
Les expéditions coloniales sont principalement l’œuvre des républicains arrivés au pouvoir durant les années 1880, avec la défaite des monarchistes. Les expéditions coloniales sont, pour la France, un moyen de rétablir sa place dans le monde, après la perte de l’Alsace-Lorraine lors de la défaite de 1870. Cette politique est surtout encouragée par les milieux d’affaires et les militaires. Les premiers cherchent de nouveaux débouchés à la suite de la crise économique qui frappe l’Europe. Les seconds veulent redorer leur blason et s'illustrer. Les parlementaires sont souvent pris de court face aux événements et aux initiatives des militaires.

## Statut de Madagascar
Avant l’intervention française de 1881-1882, l’île ne subit que peu d'influences européennes. Sous les règnes des reines Ranavalona II (1868-1883) et Ranavalona III (1883-1895), du royaume Merina, alors hégémonique sur l’île, le Premier ministre Rainilaiarivony tente d’utiliser les tensions entre Européens pour protéger l’indépendance du pays et de le moderniser avec des cadres occidentaux. Jean Laborde, un naufragé devenu très sollicité à la cour royale d'Antananarivo, la capitale du royaume Merina, créa des manufactures de bougies, de savon, de verre, de fusils, et de canons.
La France est frustrée par l’influence britannique, dont les missionnaires protestants ont obtenu la conversion de la reine en 1869. Paris ne peut donc que repousser les demandes des élites de La Réunion qui réclament une intervention.

## Première expédition

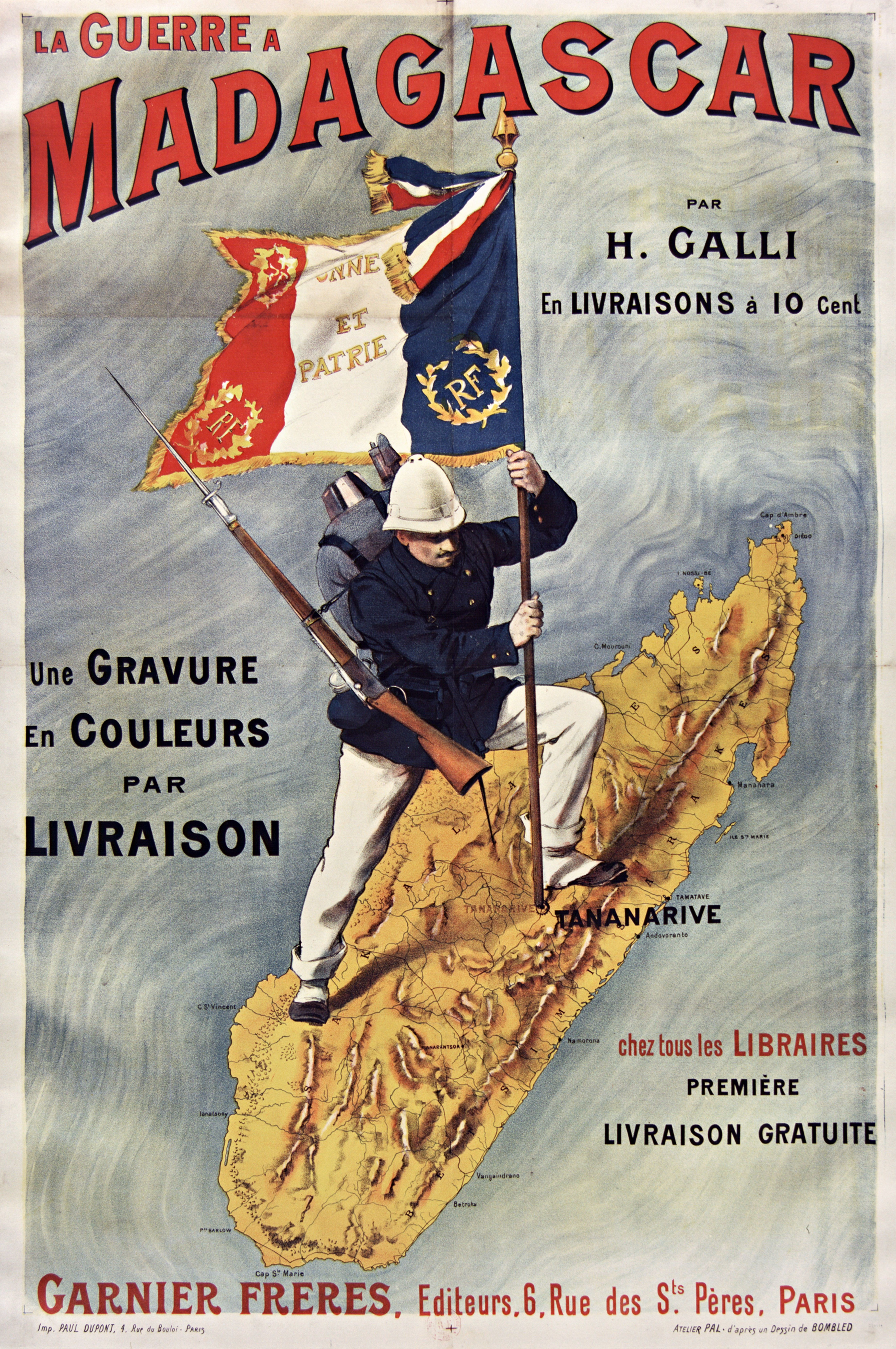
Une gravure de 1895 qui perpétue l'idéologie coloniale.

En 1881-1882 s’ouvre une première crise avec le royaume Merina à la suite d’une démonstration de force anglaise devant Madagascar, cette  opération  déclenchant un avertissement de la France sur Tananarive. Paris négocie, malgré les demandes de fermeté de La Réunion. Tananarive se montre ferme, espérant qu'une délégation en Europe obtiendra le soutien de l'une ou l'autre puissance, et refuse à la France et la succession de Laborde (dont la France réclamait les usines), et les îles au nord-est de Madagascar, considérées comme propriété de la reine.
Avec la chute du cabinet Duclerc, remplacé par le cabinet Fallières qui dure de janvier à février 1883, le ministère de la Marine est confié à François de Mahy, un Réunionnais. Il adresse au royaume Merina un ultimatum qui demande la satisfaction des demandes françaises et un protectorat sur l’île. Cet ultimatum ayant été rejeté, l’amiral Pierre fait occuper Majunga (16 mai) et Tamatave (10 juin). Ses forces étant simultanément engagées au Tonkin, la France ne peut aller plus loin et occuper Tananarive. L’amiral Galibier prend possession de Fort-Dauphin / Tôlanaro, Vohémar/Iharana et Morondava.
Les protestations britanniques croissent face à ces empiétements. En décembre 1885 est signé un compromis : la France reconnaît l’État malgache contre une lourde indemnité et le port de Diego Suarez, tandis que le royaume Merina accepte que la France « préside aux relations extérieures de Madagascar », à défaut du titre de protectorat. Le texte est flou et prête à interprétation des deux côtés. On parle d'un « protectorat fantôme ».

## Seconde expédition

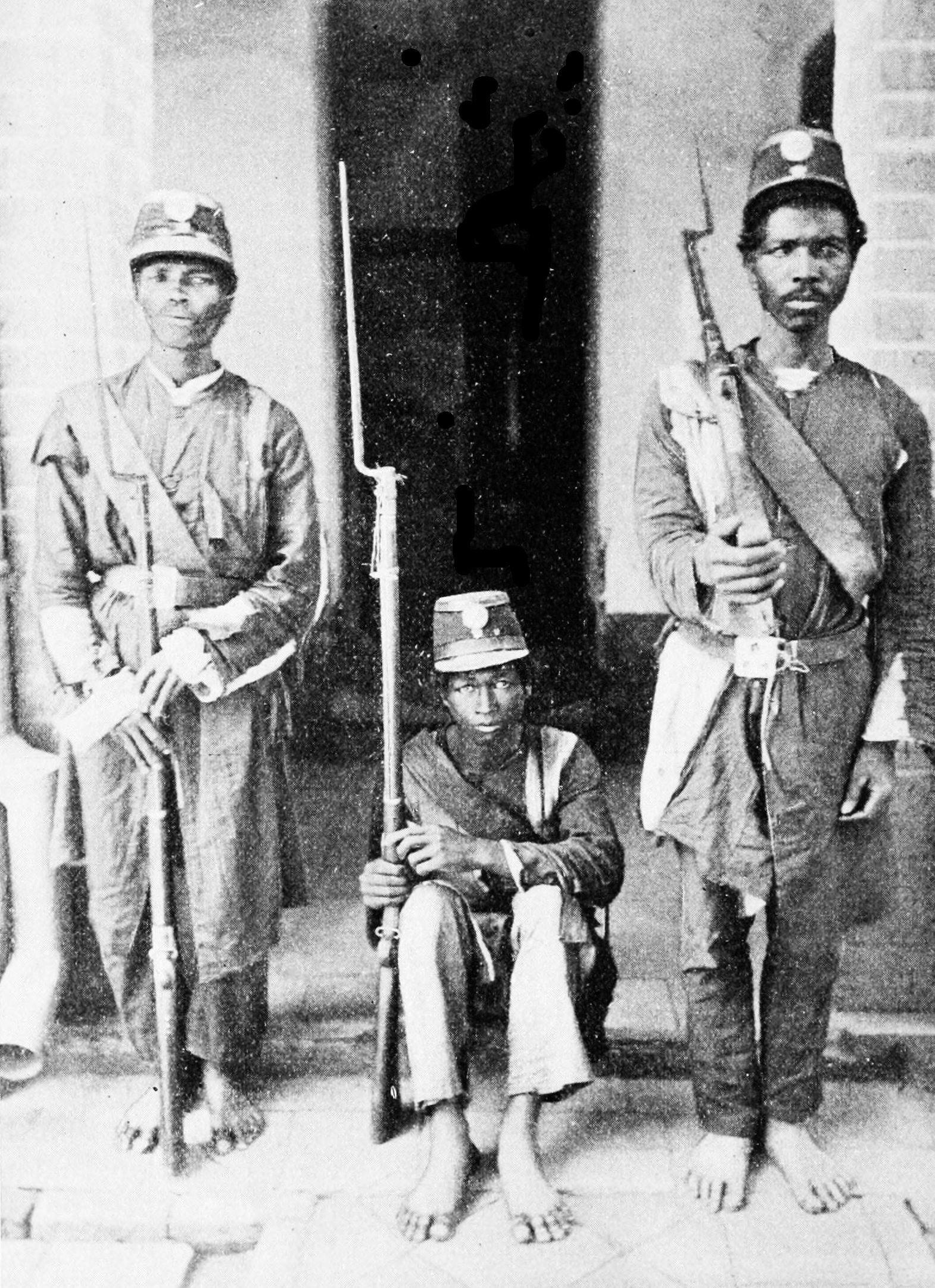
Soldats malgaches en 1895.

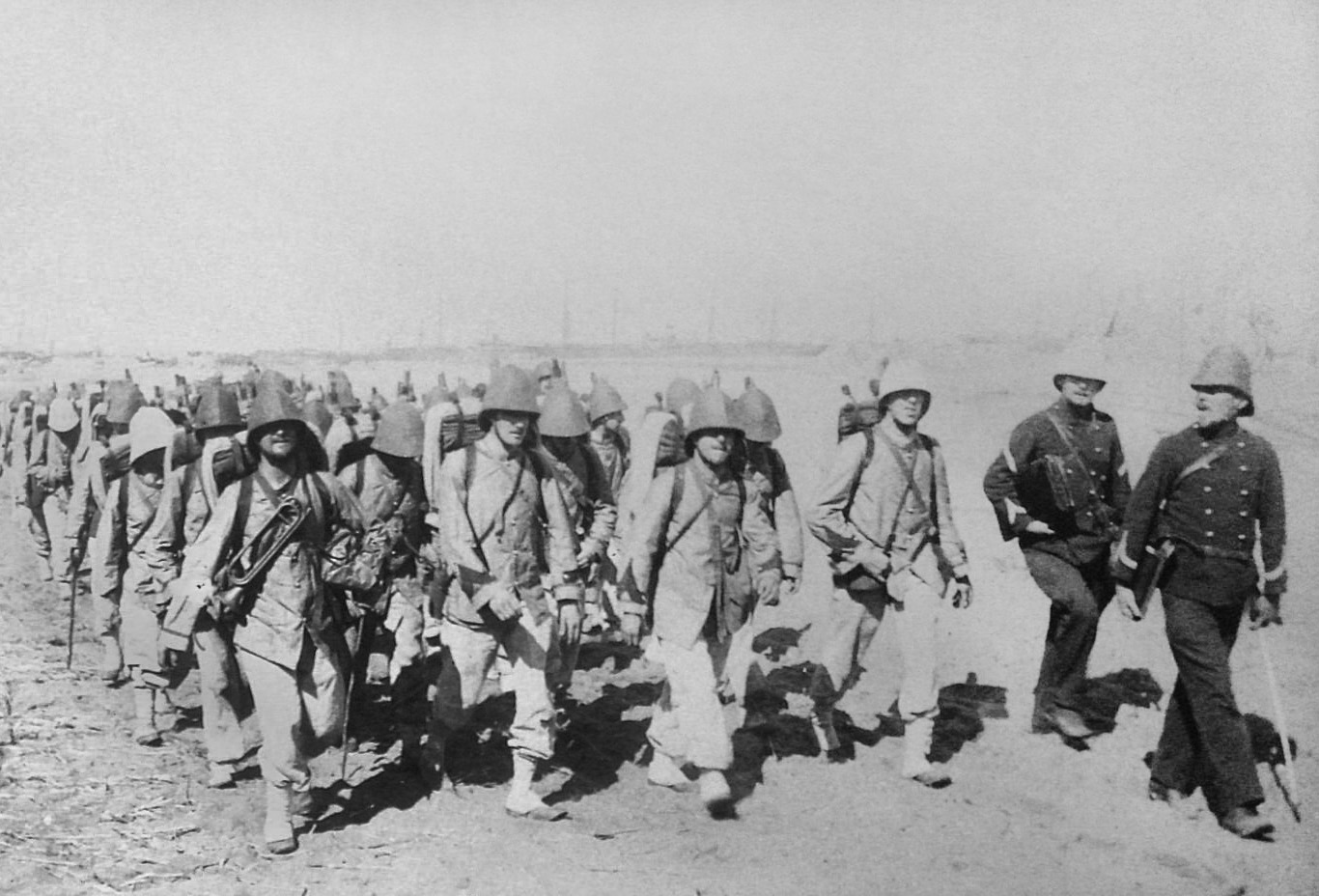
Colonne d'infanterie française à Majunga en mai 1895.

L’affaire de Madagascar revient sur le devant de la scène avec la signature d’une convention franco-britannique le 5 août 1890. Contre la reconnaissance par la France du protectorat britannique sur Zanzibar, le Royaume-Uni fait de même pour le protectorat français sur Madagascar. En novembre, l’Empire allemand rejoint l’accord contre la reconnaissance de ses droits sur l’Afrique orientale allemande. Les Malgaches sont désemparés ; des troubles éclatent qui voient l’assassinat de plusieurs Européens.
En 1892, le parti colonial demande l’application du protectorat sur l’île. Les Réunionnais, par la voix de leur député François Césaire de Mahy, demandent une annexion pure et simple. Le 22 janvier 1894, le gouvernement Casimir-Perier répond favorablement à ces demandes et se dit prêt à prendre des mesures graves. Les parlementaires votent à l’unanimité un chèque en blanc au gouvernement pour « maintenir notre situation et nos droits, rétablir l’ordre, protéger nos nationaux, faire respecter le drapeau ».
Cependant, le gouvernement, qui hésite encore, ne fait que renforcer les garnisons des comptoirs français et envoie une escadre navale, tentant une dernière démarche diplomatique pour établir un véritable protectorat. Après le refus de la reine le 22 octobre 1894, la France procède à l’évacuation de ses ressortissants le 25. Les crédits pour la guerre sont votés le 7 décembre 1894.
Le 12 décembre 1894, le capitaine de vaisseau Bienaimé est informé du vote des crédits. Son escadre débarque la troupe du lieutenant-colonel Colonna de Giovellina à Tamatave, qui occupe la ville. La marine débarque à Majunga le 14 janvier 1895. Le gouvernement envoie une expédition de 15 000 militaires et 7 000 convoyeurs, qui est présentée comme une grande affaire nationale à l’opinion publique française. L'avant-garde du corps expéditionnaire arrive le 1er mars 1895 à Majunga.

### Composition du corps expéditionnaire
Le corps expéditionnaire, qui commence à débarquer à Majunga le 23 avril 1895, est dirigé par le général Duchesne, ancien du Tonkin et de l'Algérie française, le chef des services de renseignements du corps expéditionnaire est le lieutenant-colonel Léon de Beylié.
Il est divisé en deux brigades :
- la 1re brigade dépend de l'armée de terre et est sous les ordres du général Metzinger[3] :
  - 40e bataillon de chasseurs à pied ;
  - 200e régiment d'infanterie ;
  - régiment Algérie, de l'armée d'Afrique, sous les ordres du colonel Oudri du 2e régiment étranger, composé de :
    - 2 bataillons de tirailleurs algériens ;
    - 1 bataillon de marche de la Légion étrangère, formé par les 1er et 2e étrangers ;

  - artillerie :
    - 2 batteries de montagne du 38e régiment d'artillerie;
    - 2 batteries montées du 38e régiment d'artillerie;
- la 2e brigade dépend de la marine et est sous les ordres du général Voyron :
  - 13e régiment d'infanterie de marine ;
  - 1 régiment de marche colonial formé de :
    - 1 bataillon malgache ;
    - 1 bataillon de tirailleurs haoussas ;
    - 1 bataillon de La Réunion ;

  - artillerie : 2 batteries d'artillerie de montagne ;
- cavalerie : 10e escadron du 1er chasseurs d'Afrique ;
- train : 30e escadron à six compagnies sous les ordres du chef d’escadron Deyme. 44 officiers, 860 sous-officiers, brigadiers et conducteurs français, 4 270 conducteurs auxiliaires indigènes, 4 500 chevaux et mulets tirant 4 000 voitures Lefebvre.

### Déroulement
L’expédition souffre terriblement de son manque de préparation. Les hommes manquent de quinine contre le paludisme, celle-ci étant à fond de cales sous d'autres fournitures. Le fait d'avoir choisi pour le transport des troupes la voiture hippomobile Lefebvre (une charrette d'un poids à vide de 335 kilos tirée par un mulet, et qui porte un chargement de 250 kilos) commandée à 5 000 exemplaires pour l'expédition, oblige le corps expéditionnaire à construire une route carrossable du point de débarquement jusqu’à Tananarive. Ceci expose les milliers d’hommes du génie qui effectuent les terrassements et ceux du train qui parcourent la route sans relâche, menacés par la maladie.
- 27 mars : prise de Mahabo sur la rive gauche de la Betsiboka.
- 3 avril : attaque de Miadana par le général Metzinger.
- 6 mai : à la tête du gros du corps expéditionnaire, le général Duchesne débarque au milieu de la confusion et met un mois à rétablir l’ordre sur les arrières, avant de rejoindre son avant-garde qui chemine lentement dans les marais.
- 6 juin : partant d'Ambato Ambarimay, la Légion étrangère s'établit sur la rive droite de la Betsiboka.
- 9 juin : prise de Mevatanana. Le général Duchesne installe son QG à Suberbieville.
- Jusqu’au 14 juillet, le corps expéditionnaire franchit trois massifs allant de 500 à 1 200 m. Les ravitaillements deviennent problématiques du fait du faible rendement des voitures Lefebvre. La ville d'Andriba est atteinte le 20 août, après cinq mois de fatigues surhumaines.
- 22 août : prise de Andriba par le général Voyron.

De là, on décide d'envoyer une colonne légère vers la capitale malgache. Elle comprend 4 250 combattants, trois batteries d’artillerie, 300 conducteurs du train français et 1 500 Kabyles, avec 250 chevaux et 2 800 mulets portant 20 jours de vivres. La distance de 150 km qui sépare Andriba de Tananarive est parcourue en 16 jours.
- 15 septembre : combat de Tsinainondry.
- 17 septembre : combat du col de Kiangara.
- 19 septembre : combat des monts Ambohimena.
- 30 septembre : prise de Tananarive[4].

Alors que le corps n’a perdu que 25 hommes au combat, 5 756 meurent de maladie. L'expédition perd 40 % de ses effectifs.
L'absence de résistance organisée de l'armée malgache commandée par Ramasombazaha, commandant en chef des armées du nord-ouest, ainsi que la prise de Tananarive le 30 septembre 1895 permettent la mise en place d’un protectorat le 1er octobre, mais au prix de la naissance d'un fort mouvement anticolonial. La France contraint la reine à démettre le co-roi et premier ministre Rainilaiarivony. Celui-ci est exilé à Alger où il meurt 9 mois plus tard. 
Ce protectorat ne convient pas aux Réunionnais et au parti colonial, qui réclamaient l’annexion. Par décision unilatérale, par décret du 11 décembre 1895 et la loi du 6 août 1896, Madagascar est annexé et rattaché au ministère des Colonies.

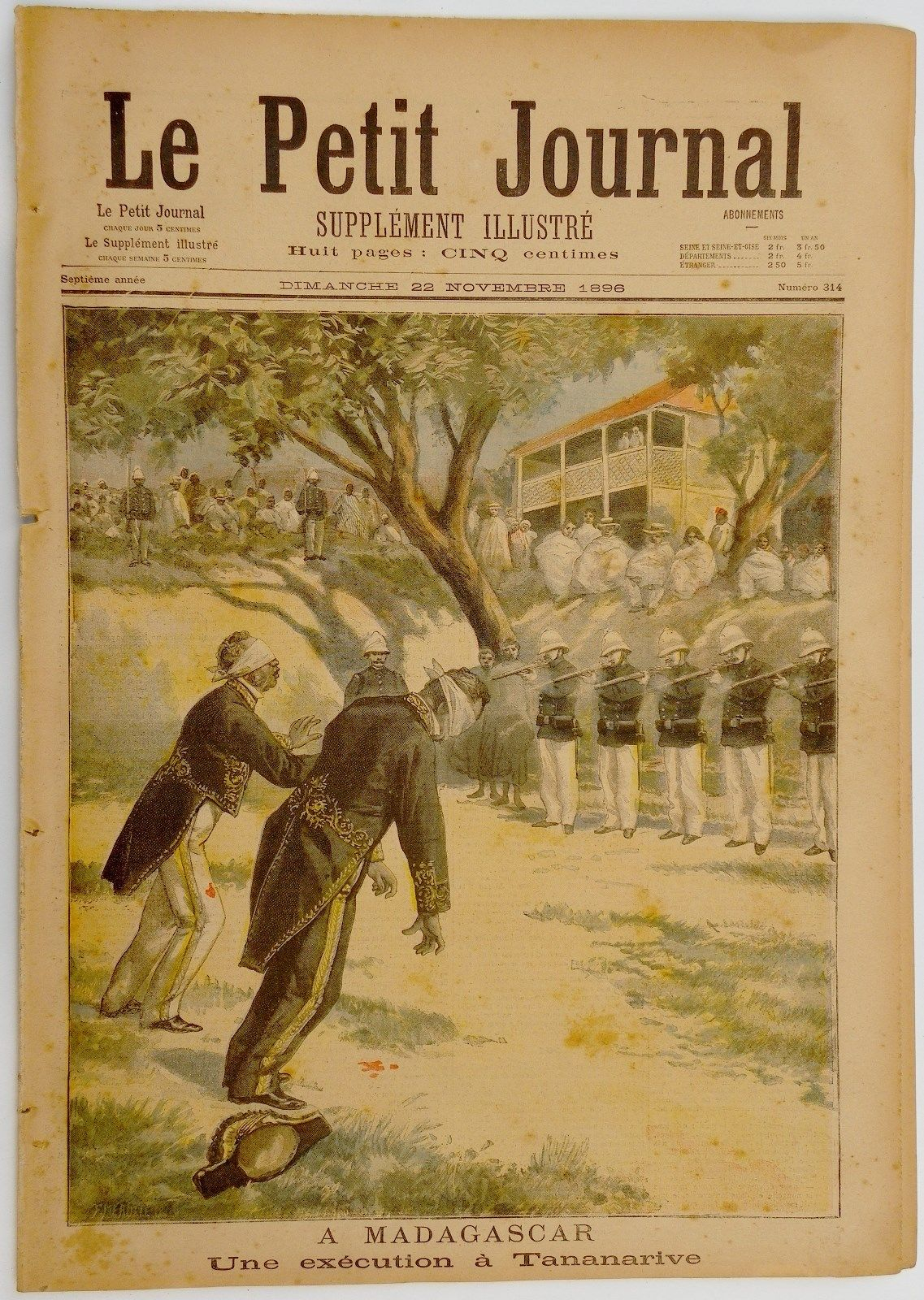
Pacification de Madagascar : exécution de Ratsimamanga et de Rainandriamampandry.

L’île s’embrase alors dès septembre 1896 et Paris envoie le général de brigade Gallieni, investi de tous les pouvoirs civils et militaires, afin de rétablir l’ordre. Il arrive le 15 septembre 1896 en tant que résident général. Le 11 octobre 1896, il fait arrêter le prince Ratsimamanga et le ministre de l’Intérieur Rainandriamampandry. Il les traduit devant le Conseil de guerre pour rébellion, les fait condamner à mort et fusiller en public, pour l'exemple, le 15.

## Opérations finales
Dans la nuit du 28 février 1897, Gallieni fait arrêter la reine. Le lendemain, il abolit la monarchie et devient gouverneur général de Madagascar. La reine est exilée dans un premier temps à la Réunion.
En utilisant la tactique de la « tache d’huile », Gallieni réprime l'insurrection, vaincue début 1897, mettant fin au mouvement menalamba. Il raconte les détails de la campagne dans son ouvrage La Pacification de Madagascar, paru en 1900.
Les 29 et 30 août 1897 sont marqués par le Massacre d'Ambiky dans le Menabe.

### La reine et Gallieni
En mai 1899, Gallieni, gouverneur de Madagascar, vient en France pour négocier des prêts pour un chemin de fer. Lors de l’Exposition universelle, il apprend que la reine Ranavalona III prévoit de s'y rendre et craint des troubles à Madagascar. Il recommande de la traiter comme une simple particulière et d'éviter les réceptions officielles. Le 30 mai, la reine arrive à Paris et, malgré les mises en garde de Gallieni, elle est reçue par le président Émile Loubet et visite plusieurs sites célèbres. Le 3 juillet 1901, le conseil général de la Seine demande qu'elle puisse séjourner librement en France, y compris à Madagascar. Fin juillet 1901, la reine retourne à Alger, où elle devient une figure médiatique. Son image se normalise, ses activités politiques sont oubliées, et elle est perçue comme une reine d'opérette ou une femme courageuse. Gallieni, bien qu'ayant gagné politiquement, est critiqué pour son traitement de la reine.

## Mémoires
En mars 2025, Emmanuel Macron le président français, s'engage à la restitution de trois crânes sakalava à l'état de Madagascar, jusqu’alors conservés au Musée de l’homme, à Paris, en France.

## Photos

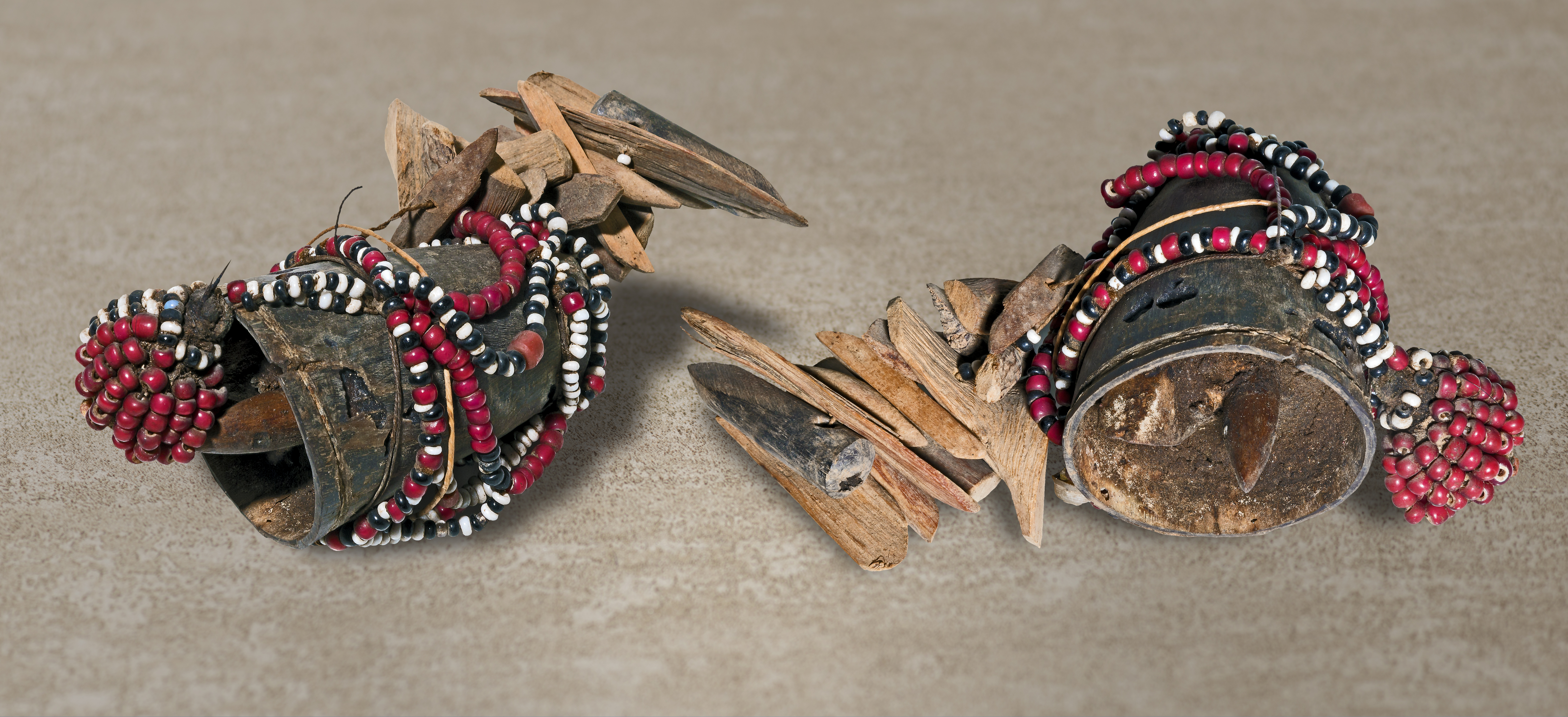
Amulette ODY, 11897, muséum de Toulouse.
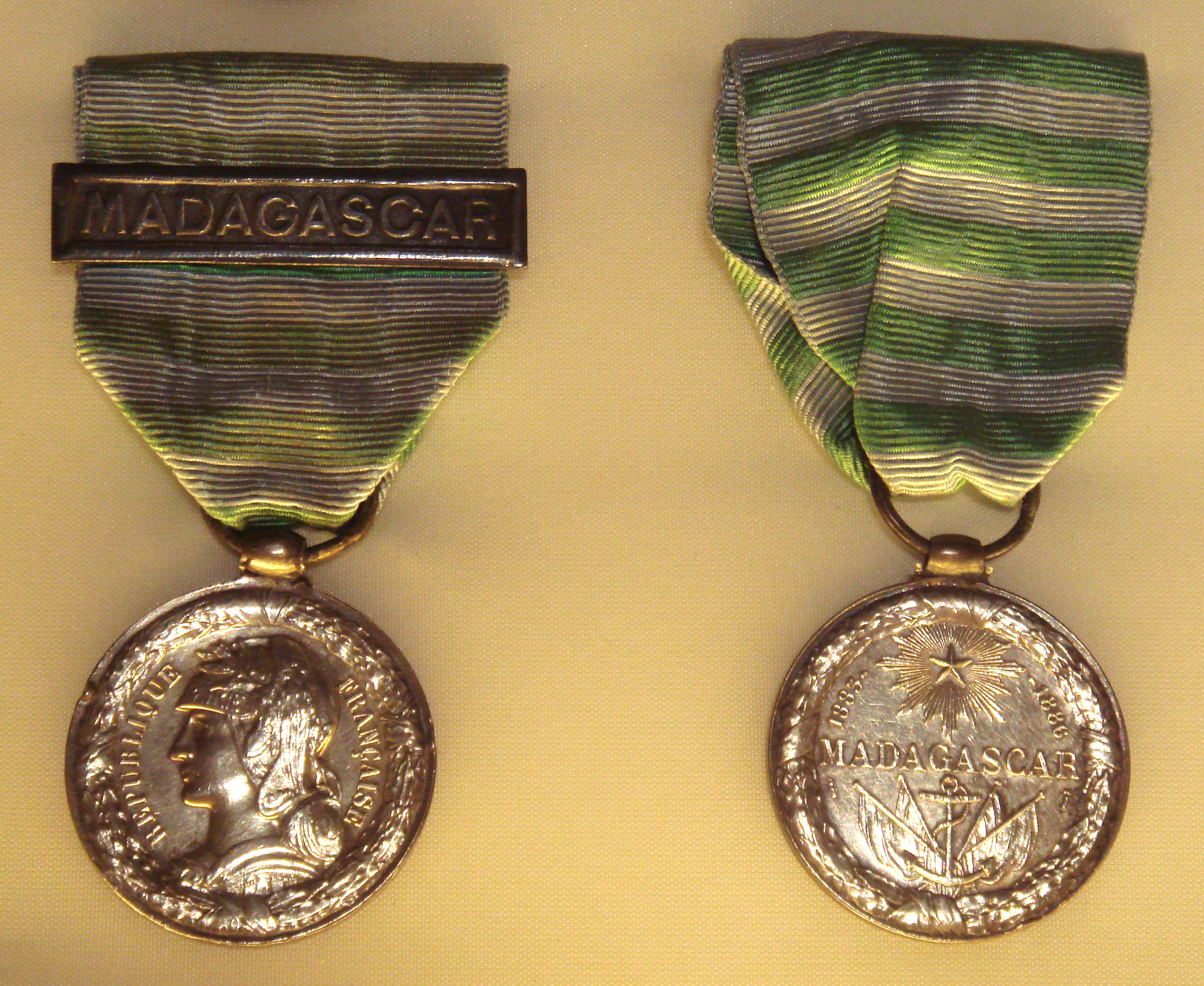
Médaille de la première expédition à Madagascar.
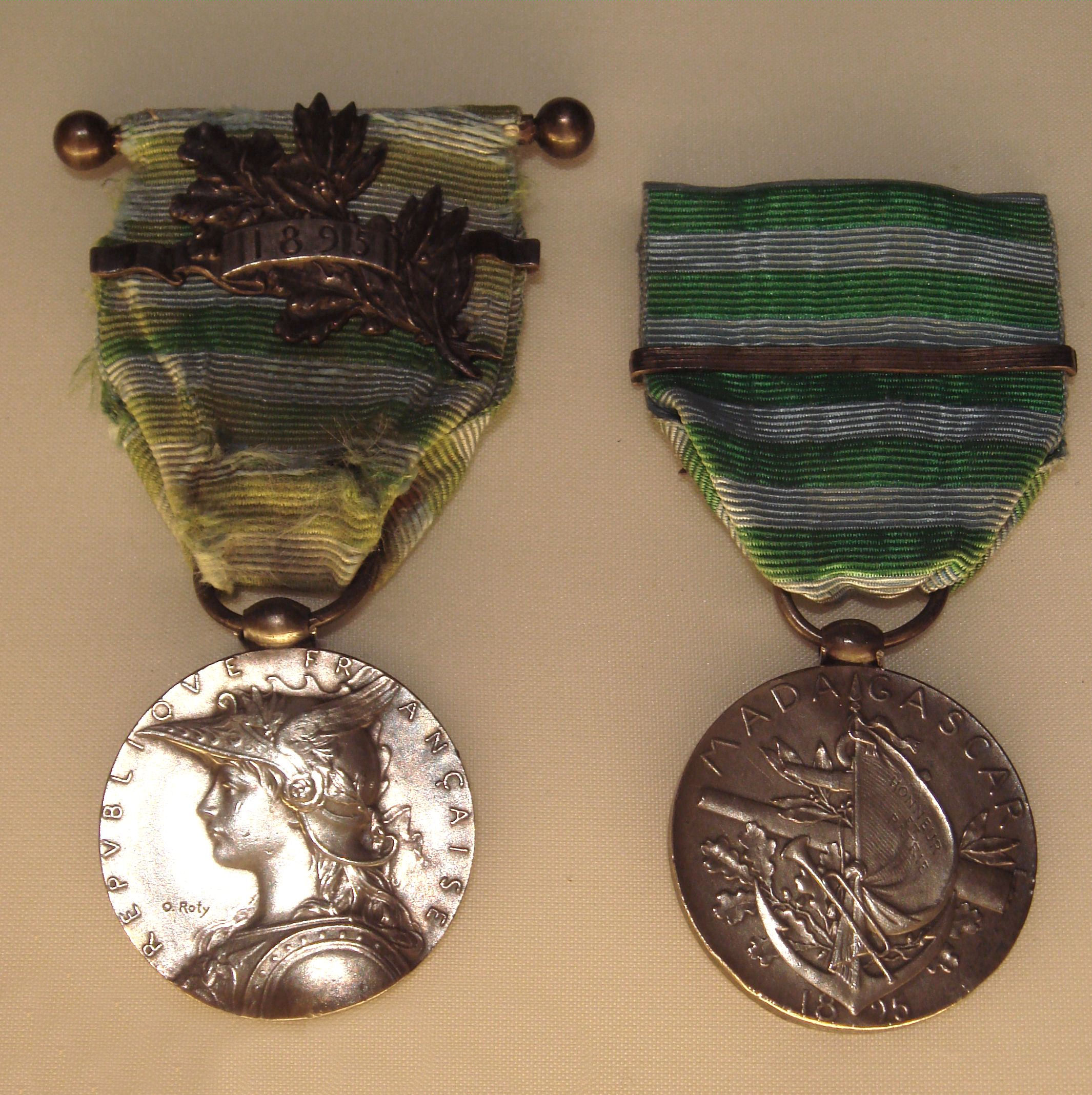
Médaille de la seconde expédition à Madagascar.

## Décoration
- « MADAGASCAR 1895 », « TANANARIVE 1895 » sont inscrits sur le drapeau des régiments cités lors de cette expédition.